# 尼泊尔共产党（第四次大会）
尼泊尔共产党（第四次大会）（Nepala Kamyunishta Parti (Chautho Mahadhiveshan)）是尼泊尔的一个已不存在的共产主义政党，它存在的时间是1974年至1990年。在1970年代后期，它是在尼泊尔的主要共产主义小组，但由于内部纠纷它逐渐失去了影响力。该党积极参与争取民主政治的斗争，1990年，该党领导人参与起草尼泊尔宪法。同年，该党与其它共产主义政党合并为尼泊尔共产党（团结中心）。

## 历史
1974年9月15日，Bikram·Nirmal在印度瓦拉纳西组织了“尼泊尔共产党第四次大会”。其它尼泊尔共产党派别并不认同“第四次大会”，因此，它成为一个单独的政党。
在1970年代，尼泊尔共产党（第四次大会）是尼泊尔最大和组织最良好的共产主义小组，然而内部分歧使得该党衰落。
1976年，党地区委员会党反抗党领导层，爆发了党内斗争，地区委员会脱离该党，并入全尼泊尔共产主义革命协调委员会（马列）。
1979年，该党的中央委员会发表一个文件《政治鉴定》，分析该党的危机。在尼泊尔的新兴反政府抗议运动中，该党无法发挥任何重要作用。
1980年，一个中央委员Devkota辞去了职务，指控该党是改良主义和拥护苏联社会帝国主义。
1983年，该党遭受了一次严重的分裂。11月，在该党的一次会议上，分裂出尼泊尔共产党（火炬） (1983年)。12月，该党召开了全国组织会议。该党认为印度的是尼泊尔的主要敌人，因为印度的扩张主义，其次则是尼泊尔王室；同时以喇嘛为首的封建主义也是主要的敌人，而皇家政权是封建制度的上层架构，喇嘛扮演了皇家政权的盟友角色。
在1990年，尼泊尔共产党（第四次大会）参加了反抗专制政权运动。11月20日，尼泊尔共产党（第四次大会）和尼泊尔共产党（火炬） (1984年)等党派合并为尼泊尔共产党（团结中心）。

## 意识形态
该党认为尼泊尔是一个半殖民地半封建的国家；该党是无产阶级、农民、小资产阶级和民族资本家的友好朋友，封建地主和买办官僚资本家是阶级敌人。